# Leptocometes spitzi
Leptocometes spitzi är en skalbaggsart som först beskrevs av Julius Melzer 1935.  Leptocometes spitzi ingår i släktet Leptocometes och familjen långhorningar. Inga underarter finns listade i Catalogue of Life.